# Trituration
La trituration est une opération de broyage par friction, combinant un mouvement de frottement et une forte pression (c'est aussi le travail des molaires lors de la mastication). 

## Utilisations
- On l'utilise industriellement (usines de trituration) pour traiter notamment : 
  - les olives et les graines oléagineuses (arachide, soja, colza, tournesol) en vue de l'extraction de l'huile ;
  - le bois fragmenté pour la préparation de la pâte à papier ou de panneaux à base de bois (bois de trituration)[1].
- La trituration intervient aussi dans des préparations en pharmacie, en homéopathie ou en herboristerie.
- Au laboratoire et en cuisine, la trituration se fait en utilisant un mortier et un pilon.

## Trituration des olives
La trituration est l'opération consistant à extraire l'huile des olives. On divise cette opération en quatre étapes fondamentales : 
1. Le broyage ;
2. Le malaxage ;
3. La séparation solide/liquide ;
4. La séparation huile/eau.

Pendant des milliers d'années (environ cinq), ce travail a été réalisé par des meules (étapes 1 et 2) des presses (étape 3) et des bassins de décantation (étape 4). Au milieu des années 1970, de nouvelles machines sont apparues. Ces machines, que l'on appelle « décanteurs », sont des cylindres métalliques pourvus d'un mécanisme interne, comprenant notamment une vis sans fin, et tournant à grande vitesse sur un axe horizontal (3 500 tr/min) environ. Ils permettent d'extraire l'huile de la pâte résultant du broyage des olives et de son malaxage d'une façon continue, même avec un fort taux d'humidité des olives. Il existe divers types d'assemblages, mais actuellement les systèmes les plus modernes sont composés comme suit : broyeur (1), malaxeur (2), décanteur horizontal (3 + début 4), séparateur (fin 4).
La pression n'est plus utilisée que dans quelques moulins qui veulent conserver un cachet traditionnel. La mention « pression à froid » est réservée aux huiles issues de ces moulins. On observe souvent des différences de goûts entre les huiles issues de l'un ou de l'autre des systèmes, mais les moulins modernes peuvent produire des huiles qui ont un goût similaire à celles des moulins anciens, selon les réglages et la mise en œuvre, alors que l'inverse n'est pas vrai: à tout point de vue, les moulins modernes sont plus performants que les moulins anciens. Si généralement les moulins modernes font des huiles qui n'ont pas le goût des huiles faites à l'ancienne, ce n'est pas parce qu'il ne le peuvent pas, mais parce que les opérateurs trouvent que les huiles faites à l'ancienne sont de qualité inférieure. Néanmoins, les huiles faites à l'ancienne  sont plus douces et de nombreux consommateurs les trouvent à leur goût.
On appelle « rendement » la quantité d'huile obtenue pour un poids d'olives donné. On exprime habituellement cette valeur en litres pour 100 kg d'olives. Autrefois cette valeur devait être la plus élevée possible, par exemple atteindre 30-32 %, ce qui montrait une forte productivité des opérations de l'oléiculteur et du moulinier. Actuellement, le rendement élevé n'est plus un objectif, mais simplement un élément de calcul. Le rendement est en effet soumis à la teneur en eau des olives qui peut varier  d'un jour à l'autre en fonction des conditions climatiques précédant la récolte, alors que le tonnage d'huile obtenu reste stable.
Le rendement varie en fonction des variétés, des conditions de culture, de la maturité des fruits et des conditions climatiques. En début de saison, avec des variétés peu riches en huile comme la grossane (Vallée des Baux de Provence), on peut avoir des rendements inférieurs à 8 % (il faut alors plus de 12 kg d'olives pour faire un litre d'huile). En fin de saison, avec des variétés à fort rendement comme la Tanche de la région de Nyons, on peut obtenir jusqu'à 28 %. Néanmoins, les huiles obtenues en fin de saison sont peu fruitées, et peu propices à une bonne conservation. On assiste actuellement (2004) à un avancement progressif des dates de récolte, afin d'obtenir des huiles au fruité plus intense et plus chargé en arômes herbacés.

## Trituration des graines oléagineuses
La trituration des graines oléagineuses est la première étape du procédé d'obtention des huiles végétales alimentaires, la seconde étape étant le raffinage.
Après séparation des enveloppes de la graine, le procédé industriel diffère selon que l'on traite des graines riches en huile (colza, tournesol, lin) ou du soja dont la teneur en huile est assez faible. Pour les premières la trituration consiste en une première étape de pression qui permet d'extraire environ la moitié de l'huile. La deuxième étape consiste en une extraction de l'huile résiduelle par un solvant organique (l'hexane en général). Pour le soja on broie les graines et on passe directement à l'extraction par solvant.
Le solvant est ensuite séparé de l'huile et récupéré intégralement.
En France, il existe de grandes usines de trituration, notamment à Grand-Couronne près de Rouen, à Sète (Avril), à Brest et Saint-Nazaire (Cargill).
En Algérie, il existe une usine de trituration  à Béjaïa (Cevital).